# Escheberg (Malsburger Wald)
Der Escheberg ist mit 448,9 m ü. NHN die höchste Erhebung des Malsburger Waldes im Norden des Habichtswälder Berglandes. Er liegt bei Escheberg im nordhessischen Landkreis Kassel.

## Geographie

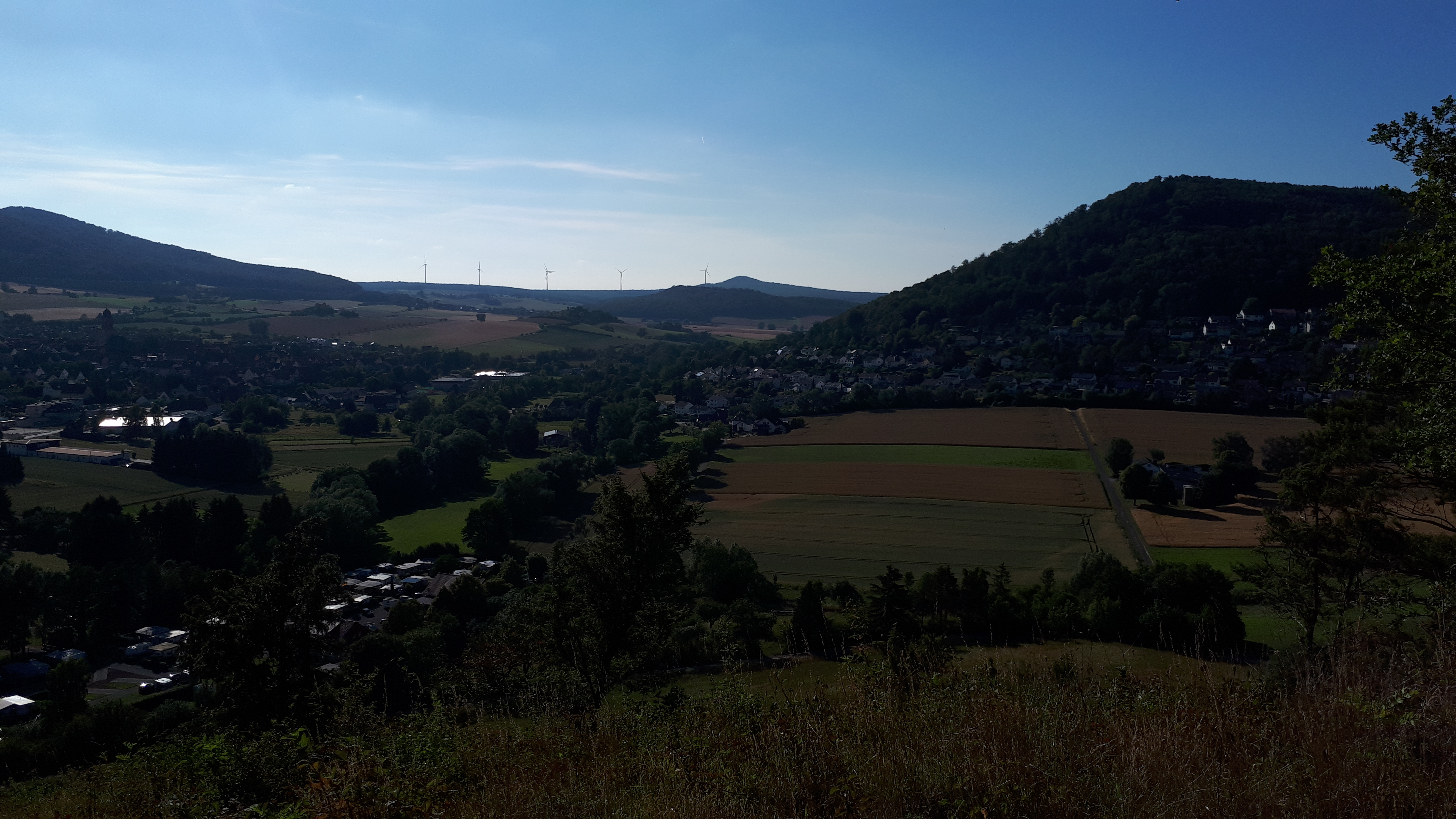
In der Mitte im Hintergrund der Escheberg. Vorne die Stadt Zierenberg

### Lage
Der durchgehend bewaldete Escheberg befindet sich im Naturpark Habichtswald. Sein Gipfel erhebt sich 3,3 km nördlich von Oberelsungen und 850 m (jeweils Luftlinie) nordwestlich von Escheberg, einem kleinen Ortsteil von Zierenberg, in dem das Schloss Escheberg mit nahem Golfplatz steht.

### Naturräumliche Zuordnung
Der Escheberg gehört in der naturräumlichen Haupteinheitengruppe Westhessisches Bergland (Nr. 34) und in der Haupteinheit Habichtswälder Bergland (342) zur Untereinheit Malsburger Wald (342.4).

## Verkehr und Wandern
Westlich am Escheberg vorbei verläuft in Nord-Süd-Richtung durch den Malsburger Wald die in dessen Nordwesten von der Landesstraße 3080 (Breuna−Oberlistingen) abgezweigte Kreisstraße 88, die in Escheberg auf die von Laar kommende Kreisstraße 87 trifft; letztere überquert etwas weiter südlich die Bundesautobahn 44 und stößt jenseits davon auf die L 3214 (Oberelsungen−Friedrichsaue−Zierenberg). Die Bergkuppe ist, zum Beispiel von diesen Straßen ausgehend, nur auf Waldwegen und -pfaden zu erreichen.